# یوشیتادا یاماگوچی
یوشیتادا یاماگوچی (به انگلیسی: Yoshitada Yamaguchi) بازیکن فوتبال اهل ژاپن و عضو تیم ملی فوتبال ژاپن است که در تاریخ ۱۶ اکتبر ۱۹۶۴ میلادی اولین بازی ملی‌اش را انجام داد. او در ۴۹ بازی ملی حضور داشت و آخرین بازی ملی خود را در تاریخ ۲۳ ژوئن ۱۹۷۳ میلادی انجام داد. یوشیتادا یاماگوچی در بازی‌های ملی‌اش
گلی به ثمر نرساند.